# Goal! (film)
Goal! è un film del 2005 diretto da Danny Cannon, primo di una trilogia che include i successivi Goal II e Goal III.

## Trama
Santiago Muñez è un ragazzo messicano di famiglia umile, dalle qualità calcistiche straordinarie. Giunto a Los Angeles da bambino attraversando illegalmente il confine tra Stati Uniti e Messico, vive con il padre, l'anziana nonna e il fratellino Julio. Santiago si guadagna da vivere con lavori semplici e ripone le proprie speranze di realizzazione nel calcio. È, infatti, la stella di una squadra amatoriale locale. Durante una partita è notato da un ex calciatore inglese, Glen Foy, che, dopo averlo osservato in due partite e cercato la mediazione di un amico agente senza alcun risultato, contatta telefonicamente in piena notte l'allenatore del Newcastle United per ottenere un provino, riuscendoci. Al fine di tentare l'avventura nel mondo del calcio professionistico tuttavia Santiago, detto Santi, dovrà intraprendere un lungo viaggio che lo porterà da Los Angeles sino a Londra e poi a Newcastle. Malgrado la ferma opposizione del padre, a 17 anni parte quindi per l'Inghilterra, grazie anche all'appoggio economico dell'anziana nonna. In poco tempo passa dai campetti della periferia di Los Angeles al centro di allenamento del Newcastle United, grazie soprattutto alla mediazione di Foy, il quale nota in Santiago un grande potenziale. Nel corso delle analisi mediche per l'ingresso nel club, al fine di non essere respinto, decide di non fare cenno della forma di asma di cui soffre e per la quale è costretto, prima di ogni partita, a ricorrere ad un inalatore.
All'inizio, Santiago non riesce a convincere l'allenatore a causa del suo problema respiratorio e della concomitante inimicizia nata con uno dei calciatori in rosa, McGowan, che non perde occasione per rendergli il suo lavoro più arduo, e per tal motivo  non viene integrato nella rosa della squadra inglese. Deluso e sconfortato, comincerà la sua relazione con Roz, un'infermiera conosciuta in ospedale durante le visite mediche. Al contempo stringe un forte rapporto di amicizia con Gavin Harris, suo compagno di squadra e già calciatore affermato, noto più per le sue vicende amorose extra calcistiche che per le sue abilità in campo, dove invece tentenna. Sarà proprio Harris, però, a convincere l'allenatore a dare una seconda possibilità a Santiago, che diventa presto titolare nella squadra B, facendosi notare per i suoi gol. L'allenatore della prima squadra, però, lo rimprovera più volte a causa del suo gioco troppo individualista (che Glen stesso aveva notato quando lo vide giocare a Los Angeles). Santiago alla fine entra in prima squadra come riserva per la penultima partita di campionato, che suo padre, nonostante dinanzi alla famiglia avesse sempre sostenuto che il futuro non era il calcio ma l'impresa di famiglia (lavori di giardinaggio), va a seguire nascostamente in un bar col cuore pieno di speranza ed orgoglio. Durante la partita Santi con un'azione travolgente  conquisterà un calcio di rigore, realizzato da Gavin, che regala la vittoria al Newcastle. Gioca da titolare la successiva ed ultima partita contro il Liverpool, seguito dalla nonna e dal fratello in tv nello stesso bar in cui era andato il padre, nel frattempo deceduto per infarto, nella quale, dopo una grande azione personale, serve a Gavin la palla del 2-2. Sarà infine proprio Santiago, su calcio di punizione, a segnare, a pochi istanti dalla fine dell'incontro, il gol del definitivo 3-2, marcatura che regalerà al Newcastle United la qualificazione alla UEFA Champions League. Il film si chiude con Santi che, subito dopo la vittoria, parla al telefono al centro del campo con la nonna, che aveva chiamato Glenn. Durante la telefonata lei gli racconta che il padre, sempre così burbero con lui e contrario alla sua passione, lo ha visto giocare in tv nella partita precedente rendendo quel giorno per Santi ancora più magico. Santi a quel punto ferma Glenn urlandogli la sua gioia perché ha saputo che il padre lo ha visto giocare e Glenn felice per lui lo lascia solo nel campo urlandogli a sua volta: "Scommetto che ti sta guardando anche adesso".

## Cast
I seguenti calciatori e allenatori fanno la loro apparizione nel film.
- Raúl González Blanco
- Alan Shearer
- Martin Tyler
- Shay Given
- Sven-Göran Eriksson
- Lee Bowyer
- Jermaine Jenas
- Kieron Dyer

- Titus Bramble
- Tomasz Radzinski
- Stephen Carr
- Jean-Alain Boumsong
- Milan Baroš
- Laurent Robert
- Frank Lampard
- Michael Chopra
- Rafael Benítez
- Joe Cole

- Steven Gerrard
- William Gallas
- John Arne Riise
- Jamie Carragher
- Igor Bišćan
- Dave Hughes
- Patrick Kluivert
- Jiří Jarošík
- Rob Lee
- James Milner
- Zinédine Zidane
- David Beckham

## Colonna sonora
La colonna sonora del film, pubblicata dall'etichetta Big Brother degli Oasis, contiene tre canzoni della band non disponibili in nessun altro disco, tra cui l'esclusiva Who Put The Weight Of The World On My Shoulders? di Noel Gallagher.
La colonna sonora contiene anche una nuova versione di Cast No Shadow degli Oasis, con la voce di Noel Gallagher anziché del fratello Liam e prodotta dagli UNKLE, gruppo inglese di musica elettronica. Dave Sardy, produttore di due album degli Oasis, contribuì anche al remix di Morning Glory, altra nota canzone della band compresa nella colonna sonora.